# Special Mission Infrastructure Lab Environment
Das Special Mission Infrastructure Lab Environment (SMILE) ist experimentelles Missionskontroll- und Prüfzentrum der Europäischen Weltraumorganisation (ESA). Es steht Organisationen und Universitäten aller Mitgliedstaaten der ESA zur Verfügung. Diese können das SMILE-Lab und dessen Antennen nutzen, um Methoden für den Betrieb von Kleinsatelliten und damit verbundene Aktivitäten zu erproben. SMILE befindet sich im Europäischen Raumflugkontrollzentrum (ESOC) in Darmstadt.

## Infrastruktur
Das SMILE-Lab besteht aus einem Labor und vier Antennen (ESOC-1, -2 und -3 sowie Reindeer), die es Betreibern ermöglichen, ihre Missionskonzepte zu validieren, z. B. durch die Kommunikation mit Cubesats oder Testen und Validieren von Kontrollsystemen vor dem Start. Das Labor verfügt über einen Kontrollraum mit zugehörigen Tools wie Sprachschleifen, Zeitsteuersystemen usw. Die Anlage kann genutzt werden, um Raum-zu-Boden-Kommunikationstests durchzuführen, Daten zu analysieren und die Antennen aus der Ferne zu überwachen und zu steuern.

## Antennen
ESOC-1 ist eine 3,7-m-Parabolantenne, die kommerziellen S-Band-Up- und Downlink und X-Band-Downlink unterstützt. Sie kann kostenlos genutzt werden und ist in die SMILE-Struktur eingebunden, sodass auf jede Schnittstelle zugegriffen werden kann, um neue Betriebskonzepte zu validieren. Die Antenne verfügt über eine Planungsschnittstelle, die einen vollautomatischen, unbemannten Betrieb ermöglicht, der zur Unterstützung des ESOC-eigenen Cubesats Ops-Sat seit dessen Start im Dezember 2019 genutzt wird.
ESOC-2 ist eine Doppelkreuz-Yagi-Antenne für das 70-cm-UHF-Amateurfunk-Frequenzband, mit der Satelliten in niedrigen Erdumlaufbahnen verfolgt werden können. Sie befindet sich auf einem Dach auf dem Gelände des ESOC, kann kostenlos genutzt werden und ist in die SMILE-Struktur eingebunden, so dass jede Schnittstelle zur Validierung neuer Betriebskonzepte genutzt werden kann.
Die Antenne ESOC-3 kann sowohl das kommerzielle (2200–2300 MHz) als auch das Amateur-S-Band (ca. 2400–2500 MHz) empfangen. Die Antenne ist transportabel, d. h. sie benötigt keine permanente Stützstruktur, keine Anschlussmöglichkeiten und keine Stromversorgung und kann leicht abgebaut und an einen neuen Standort gebracht werden. Ein besonderes Merkmal der Antenne ist, dass die Nutzer in der die entsprechende Software (APU, Empfänger usw.) modifizieren können, so dass spezifische Experimente und/oder maßgeschneiderte Konfigurationen unterstützt werden können.
Die Reindeer-Antenne befindet sich derzeit (2023) in der Entwicklung. Sie wird in der ESA-Bodenstation Kiruna in Schweden installiert, um die Unterstützung für Missionen in polaren Umlaufbahnen im UHF- und S-Band zu verbessern. Anders als ESOC-2 soll diese Antenne sowohl das Amateur-UHF-Band (435–438 MHz) als auch das kommerzielle UHF-Band (399–405 MHz) unterstützen.